# Agrilus hergovitsi
Agrilus hergovitsi – gatunek chrząszcza z rodziny bogatkowatych i podrodziny Agrilinae.
Gatunek ten opisany został w 2019 roku przez Eduarda Jendeka i Wasilija Griebiennikowa na łamach Zootaxa. Jako miejsce typowe wskazano Park Narodowy Endau Rompin w Malezji. Epitet gatunkowy nadano na cześć Romana Hergovitsa, który odłowił holotyp.
Chrząszcz o prawie równoległobocznym w zarysie ciele długości 5,4 mm. Wierzch ciała jest wypukły, jednolicie niebieski. Głowa wyposażona jest w oczy złożone o średnicy nie mniejszej niż połowa szerokości ciemienia. Ciemię jest gęsto pomarszczone i ma pośrodkowy wcisk. Czułki mają piłkowanie zaczynające się od czwartego członu, człony od siódmego do dziesiątego znacznie dłuższe niż szerokie. Przedplecze jest mniej więcej kwadratowe, a najszersze na przednim brzegu; ma łukowaty, płat przedni na wysokości kątów przednich, lekko łukowate brzegi boczne i proste kąty tylne. Na powierzchni przedplecza występują wciski: przednio-środkowy, tylno-środkowy oraz para szerokich i płytkich wcisków bocznych. Prehumerus jest szczątkowo rozwinięty. Boczne żeberka przedplecza są umiarkowanie zbieżne. Tarczka jest przysadzista. Pokrywy są w owłosione tylko w tylnej części i mają osobne, prawie kanciaste wierzchołki. Przedpiersie ma łukowato wykrojoną odsiebną krawędź płata i płaski, lekko rozszerzony wyrostek międzybiodrowy. Wyrostek międzybiodrowy zapiersia jest wgnieciony. Odwłok ma zmodyfikowany wciskami pierwszy z widocznych sternitów (wentryt) oraz łukowatą wierzchołkową krawędź pygidium. Genitalia samca cechują się symetrycznym, najszerszym u nasady i tępo zwieńczonym edeagusem.
Owad orientalny, endemiczny dla Malezji, znany tylko z lokalizacji typowej w stanie Johor.